# Michail Merkulov
Michail Viktorovič Merkulov (in russo Михаил Викторович Меркулов?; Kamyšin, 26 gennaio 1994) è un ex calciatore russo, di ruolo difensore.